# Marcus Rhode
Marcus Rhode (ur. 12 września 1972) – amerykański bokser kategorii ciężkiej.

## Kariera zawodowa
Jako zawodowiec zadebiutował 26 czerwca 1995 roku. Zaczynał bardzo dobrze, bo z 13 walk stoczonych walk wszystkie wygrał przed czasem. Potem było już tylko gorzej. Od 1998 do 2001 roku stoczył 20 walk, z których wygrał zaledwie 4. 
22 kwietnia 2000 r. zmierzył się z Polakiem Andrzejem Gołotą. Gołota zwyciężył przez techniczny nokaut w 3. rundzie, wygrywając pierwszą walkę od czasu porażki z Michaelem Grantem.
W swojej karierze przegrywał z wieloma znanymi zawodnikami, a nawet mistrzami świata, byli to m.in. Tommy Morrison, Witalij Kłyczko, Peter Okhello, Lamon Brewster, Shannon Briggs, Eric Esch, Rob Calloway, Calvin Brock, Kevin McBride, Eddie Chambers, Riddick Bowe, Travis Walker, Jameel McCline, Bruce Seldon, Arthur Cook.